# Junius Spencer Morgan
Pour les articles homonymes, voir Morgan.
Junius Spencer Morgan I (14 avril 1813 - 8 avril 1890) est un banquier et financier américain et le père de John Pierpont « JP » Morgan. Il a fondé JS Morgan & Co. avec George Peabody.

## Jeunesse
Morgan est né le 14 avril 1813 à Holyoke, Massachusetts. Le nom Morgan est attribué à Carmarthen, au Pays de Galles, son premier ancêtre connu étant Hyfaidd ap Bleddri, troisième fils de Bledri ap Cydifor du Pays de Galles. Miles Morgan, ancêtre de la famille Morgan en Amérique, a émigré de Bristol, Angleterre à Boston en 1636.
Sa sœur, Lucy Morgan (décédée en 1890) est mariée au major James Goodwin, l'un des fondateurs et président pendant de nombreuses années de la Massachusetts Mutual Life Insurance Company. Lucy est la mère de James J. Goodwin et du révérend Francis Goodwin, président de la Hartford Parks Commission.

## Carrière
Morgan commence sa carrière dans les affaires en 1829 en entrant au service d'Alfred Welles de Boston. Il a hérité de la richesse de son père, Joseph Morgan, et faisait preuve d'une grande capacité commerciale. Il est bientôt invité à devenir associé dans la maison de JM Beebe & Co., l'un des plus grands magasins de détail de Boston et l'une des plus grandes maisons d'importation et de fabrication de produits secs du pays. Il travaille dans le commerce des produits secs d'environ 1836 à 1853.
Après quelques années, il rencontre George Peabody, le célèbre banquier londonien. Peu de temps après la réunion, en 1854, Morgan entre dans l'entreprise prospère de Peabody, George Peabody & Co., en tant qu'associé. Dix ans plus tard, en 1864, Morgan succède à Peabody à la tête de l'entreprise et change son nom en JS Morgan &amp; Co.
Pendant la Guerre de Sécession, l'entreprise vend des obligations de guerre américaines en Angleterre. Avec l'aide de son fils, JP Morgan, qui utilise le système de câbles pour télégraphier les résultats des batailles avant leur connaissance générale en Angleterre, Junius a pu acheter bas et vendre haut.
Après s'être établi à Londres, il n'est pas retourné aux États-Unis avant 23 ans, en 1877.

## Vie privée

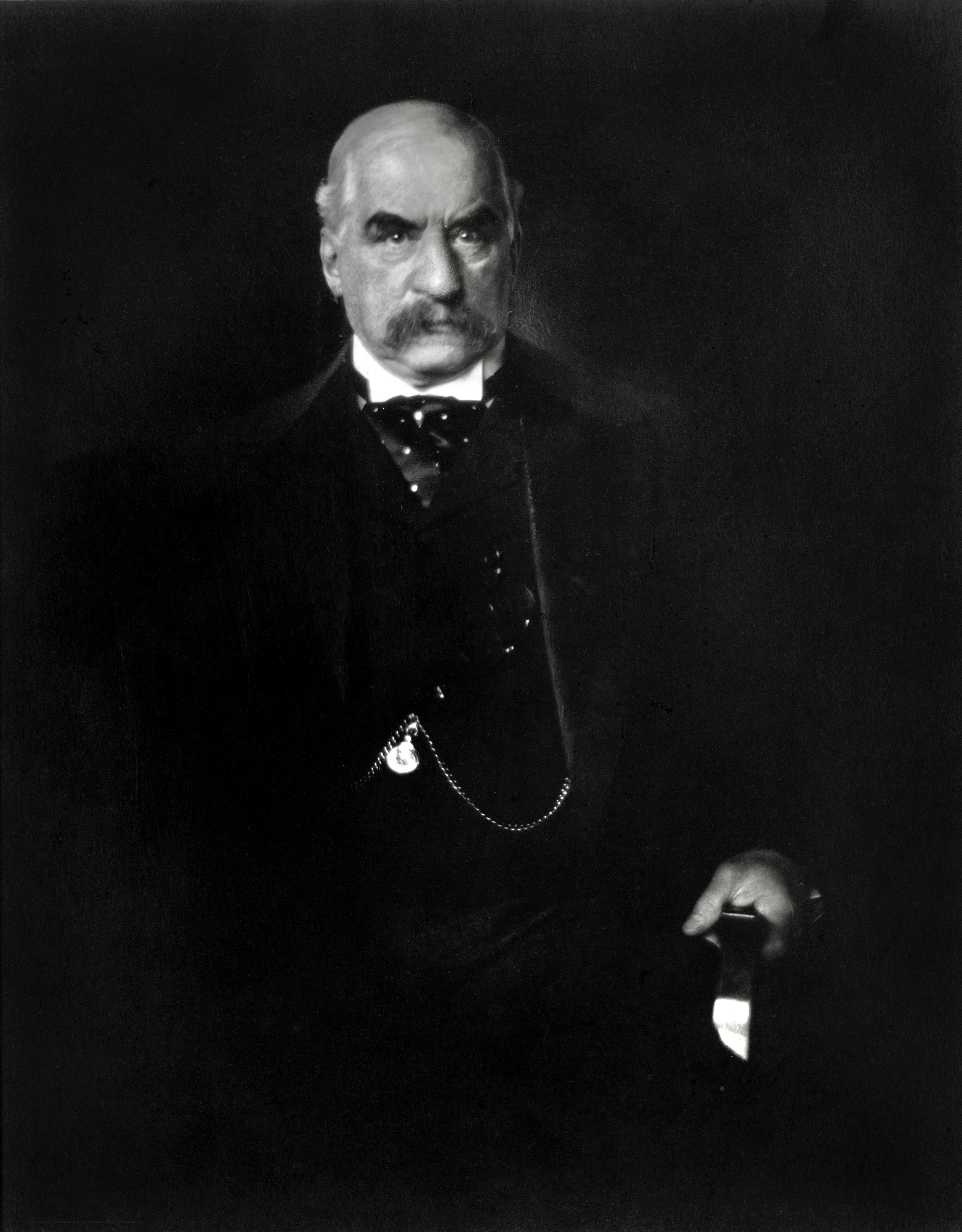
Le fils aîné de Morgan, JP Morgan, photographié par Steichen en 1903

En 1836, Morgan épouse Juliet Pierpont (1816–1884), fille de John Pierpont (1785–1866), poète, avocat, marchand et ministre unitarien. Ensemble, ils ont,:
- John Pierpont Morgan (1837–1913), qui épouse Amelia Sturges (1835–1862), et plus tard, Frances Louise Tracy (1842–1924)[7]
- Sarah Spencer Morgan (1839–1896), qui épouse George Hale Morgan (1840–1911)[8]
- Mary Lyman Morgan (1844–1919), qui épouse Walter Hayes Burns (1838–1897). Leur fille, Mary Ethel Burns (décédée en 1961) épouse Lewis Harcourt (1er vicomte Harcourt) (1863–1922)[9] en 1899[10].
- Junius Spencer Morgan (1846–1850), décédé jeune
- Juliet Pierpont Morgan (1847–1923), mère de John Junius Morgan (décédée en 1952)[11],[12].

Il fait des donations à la Bibliothèque Libre de Hartford son église et au Trinity College, Hartford.
Morgan est décédé le 8 avril 1890 des suites de blessures subies dans un accident de voiture. Lors de ses funérailles, les porteurs du cercueil sont Roland Mather, Levi Morton, Anthony J. Drexel, Chauncey M. Depew, Cornelius Vanderbilt II, JC Rogers, J. Kearney Warren et Edward John Phelps. Il est inhumé sur le terrain familial du cimetière Cedar Hill,.